# Церква Покрови Пресвятої Богородиці (Сороцьке)
Церква Покрови Пресвятої Богородиці в Сороцькому — парафія і храм греко-католицької громади Великобірківського деканату Тернопільсько-Зборівської архієпархії Української греко-католицької церкви в селі Сороцьке Тернопільського району Тернопільської области.
Оголошена пам'яткою архітектури місцевого значення.

## Історія церкви
Мурований храм збудовано у 1863 році на місці старої дерев'яної церкви святих верховних апостолів Петра та Павла. Тому місцеві жителі й досі святкують два престольні празники: на Покрови Пресвятої Богородиці та на святих Петра і Павла. У ті роки на богослужіння до церкви приходили й польські пани, для яких була відведена окрема лавочка з лівого боку від престолу. Поруч із церквою збудували дзвіницю (у другій половині XIX ст.), яка є найстарішою спорудою в селі.
На території парафії також є капличка Божої Матері з джерелом. Її збудували у 1991 році, а у 2011 році добудували та освятили. Освячення здійснив екзарх Луцький єпископ Йосафат Говера.
Парафія і храм належали до РПЦ у 1946—1962 роках, потім, з 1962 до 1989 року, храм не діяв. У період з 1989 до 1991 року парафія і храм знову перебували під юрисдикцією РПЦ. У вересні 1991 року, за служіння отця Михайла Романіва, парафія і храм повернулися в лоно УГКЦ.
При церкві діють такі спільноти: Марійська та Вівтарна дружини, а також спільнота «Матері в молитві».
У власності парафії є проборство.

## Парохи
- о. Микола Мокрицький (†1831)
- о. Тома Юшкевич (1831—1832 адміністратор)
- о. Іван Лужницький (1832—1842 адміністратор, 1842—†1860 парох),
- о. Ілярій Білинський (1860)
- о. Микола Лужницький (1860—1867 адміністратор, 1867—†1904 парох),
- о. Євстахій Хрущевський (1904—1905 адміністратор)
- о. Євген Купчинський (1905—†1938),
- о. Антін М. Купчинський (1938—?),
- о. Михайло Романів (вересень 1991—2011),
- о. Юрій Гаврилишин (з листопада 2011).